# Epímero
En química, un epímero es un estereoisómero de otro compuesto que tiene una configuración diferente en uno solo de sus centros estereogénicos, específicamente en sus carbonos 2, 3 o 4, esto es, dos monosacáridos que se diferencian en la posición de sus radicales en uno de sus carbonos asimétricos. Cuando se incorpora un epímero a una estructura en anillo, se llama anómero
Los epímeros ocurren con frecuencia en los carbohidratos, por ejemplo la D-glucosa y la D-manosa difieren en C2, el primer átomo de carbono quiral, por lo tanto son epímeros en C2. Aquellos isómeros que difieren en la posición del OH de cualquier C quiral que no sea C, se denomina diasteroisómero, no epímero. 
|           |          |
| D-glucosa | D-manosa |